# Ибарац
Ибарац је насеље у општини Рожаје у Црној Гори. Према попису из 2003. било је 2877 становника (према попису из 1991. било је 2465 становника).

## Демографија
У насељу Ибарац живи 1887 пунолетних становника, а просечна старост становништва износи 29,4 година (29,1 код мушкараца и 29,8 код жена). У насељу има 608 домаћинстава, а просечан број чланова по домаћинству је 4,73.
Ово насеље је углавном насељено Бошњацима (према попису из 2003. године), а у последња три пописа, примећен је пораст у броју становника.
|  |

| Демографија | Демографија | Демографија |
| Година      | Становника  | Становника  |
| ----------- | ----------- | ----------- |
|             |             |             |
|             |             |             |
|             |             |             |
|             |             |             |
| 1948.       | 431         |             |
| 1953.       | 667         |             |
| 1961.       | 799         |             |
| 1971.       | 882         |             |
| 1981.       | 1.857       |             |
| 1991.       | 2.465       | 2.445       |
| 2003.       | 3.589       | 2.877       |
|             |             |             |

| Етнички састав према попису из 2003.‍ | Етнички састав према попису из 2003.‍ | Етнички састав према попису из 2003.‍ | Етнички састав према попису из 2003.‍ | Етнички састав према попису из 2003.‍ |
| ------------------------------------ | ------------------------------------ | ------------------------------------ | ------------------------------------ | ------------------------------------ |
|                                      |                                      |                                      |                                      |                                      |
| Бошњаци                              | Бошњаци                              |                                      | 2.560                                | 88,98%                               |
| Албанци                              | Албанци                              |                                      | 161                                  | 5,59%                                |
| Муслимани                            | Муслимани                            |                                      | 103                                  | 3,58%                                |
| Црногорци                            | Црногорци                            |                                      | 13                                   | 0,45%                                |
| Срби                                 | Срби                                 |                                      | 7                                    | 0,24%                                |
| Хрвати                               | Хрвати                               |                                      | 2                                    | 0,06%                                |
| непознато                            | непознато                            |                                      | 25                                   | 0,86%                                |

| Година пописа     | 1948. | 1953. | 1961. | 1971. | 1981. | 1991. | 2003. |
| ----------------- | ----- | ----- | ----- | ----- | ----- | ----- | ----- |
| Број домаћинстава | 54    | 92    | 116   | 135   | 292   | 474   | 692   |

| Број чланова      | 1   | 2  | 3  | 4  | 5   | 6   | 7   | 8  | 9  | 10 и више | Просек |
| ----------------- | --- | -- | -- | -- | --- | --- | --- | -- | -- | --------- | ------ |
| Број домаћинстава | 608 | 27 | 62 | 68 | 106 | 150 | 108 | 52 | 16 | 5         | 14     |

| Пол    | Укупно | Неожењен/Неудата | Ожењен/Удата | Удовац/Удовица | Разведен/Разведена | Непознато |
| ------ | ------ | ---------------- | ------------ | -------------- | ------------------ | --------- |
| Мушки  | 1.012  | 377              | 599          | 20             | 10                 | 6         |
| Женски | 1.037  | 318              | 612          | 78             | 14                 | 15        |
| УКУПНО | 2.049  | 695              | 1.211        | 98             | 24                 | 21        |

| Пол    | Укупно                    | Пољопривреда, лов и шумарство | Рибарство                            | Вађење руде и камена | Прерађивачка индустрија       |
| ------ | ------------------------- | ----------------------------- | ------------------------------------ | -------------------- | ----------------------------- |
| Мушки  | 403                       | 25                            | 0                                    | 0                    | 69                            |
| Женски | 128                       | 3                             | 0                                    | 0                    | 15                            |
| УКУПНО | 531                       | 28                            | 0                                    | 0                    | 84                            |
| Пол    | Производња и снабдевање   | Грађевинарство                | Трговина                             | Хотели и ресторани   | Саобраћај, складиштење и везе |
| Мушки  | 5                         | 10                            | 61                                   | 27                   | 42                            |
| Женски | 4                         | 0                             | 32                                   | 3                    | 2                             |
| УКУПНО | 9                         | 10                            | 93                                   | 30                   | 44                            |
| Пол    | Финансијско посредовање   | Некретнине                    | Државна управа и одбрана             | Образовање           | Здравствени и социјални рад   |
| Мушки  | 4                         | 5                             | 38                                   | 26                   | 9                             |
| Женски | 1                         | 2                             | 7                                    | 28                   | 17                            |
| УКУПНО | 5                         | 7                             | 45                                   | 54                   | 26                            |
| Пол    | Остале услужне активности | Приватна домаћинства          | Екстериторијалне организације и тела | Непознато            | Непознато                     |
| Мушки  | 24                        | 0                             | 0                                    | 58                   | 58                            |
| Женски | 7                         | 0                             | 0                                    | 7                    | 7                             |
| УКУПНО | 31                        | 0                             | 0                                    | 65                   | 65                            |